# Belica (Bulgaria)
Belica (in bulgaro Белица?) è un comune bulgaro situato nel distretto di Blagoevgrad di 13 255 abitanti (dati 2009).

## Località
Il comune è formato dall'insieme delle seguenti località:
- Belica
- Babjak
- Čerešovo
- Dagonovo
- Gorno Kraište
- Gălăbovo
- Kraište
- Kuzjovo
- Ljutovo
- Orcevo
- Palatik
- Zlatarica